# Jorge Eduardo (cantante)
Jorge Eduardo Rivero Urioste (Potosí, 7 de marzo de 1960) es un cantante boliviano de cumbia, considerado el "emperador de la cumbia boliviana".

## Trayectoria musical
Jorge Eduardo Rivera Urioste, más conocido por su nombre artístico Jorge Eduardo, comenzó su carrera como cantante de cumbia en el grupo Los Signos, en 1977, aunque ya había debutado como cantante de rock algunos años antes. También fue vocalista de la agrupación tropical Opus 440 y es considerado un fan del Club Bolívar, pues ha compuesto algunos de los temas más recordados de este equipo de fútbol como Celeste a morir. De hecho, Jorge Eduardo ha dicho que antes de ser cantante soñaba con ser futbolista.

## Vida personal
Está casado con Sonia Quisbert y tiene una hija llamada Jazz de Rubí.

## Discografía
- 1993 Secreto Amor
- 1994 Te Extraño
- 1995 Arco Iris
- 1996 Feliz Aniversario
- 1997 Carta de Amor
- 1998 A Fuerza de Amor
- 2001 Inspirado
- 2002 Entre tu y Yo
- 2006 Ayer y Hoy
- 2017 25 Años